# Charles Charton
Pour les articles homonymes, voir Charton.
Charles Charton, né le 16 janvier 1800 à Épinal et mort dans la même ville le 10 mars 1876, est un administrateur de la préfecture vosgienne, d'abord chargé de la statistique départementale, chef de division du premier bureau dans les années 1830, avant de connaître une disgrâce passagère, et un membre éminent de la Société d'émulation du département des Vosges, qu'il avait contribué à fonder en 1825. À nos yeux, il peut apparaître en historien français dont les études portent presque exclusivement sur le département des Vosges.

## Biographie
Charles Charton, fils de Jean-Baptiste Charton, vérificateur des poids et mesures, et d'Agnès Gillot, femme au foyer, effectue ses études au collège, le futur lycée, d’Épinal. Il travaille dès 14 ans dans les bureaux de la préfecture des Vosges où il accomplit l'essentiel de sa carrière. Le préfet Pierre de Meulan le promeut à de hautes fonctions administratives qu'il perd par la suite, pour des raisons de bilan comptable imprécis.
À partir de 1821 et jusqu’en 1853, il est aussi chargé, en tant que directeur de publication annuelle, sous l’égide de la préfecture des Vosges, de l'Annuaire statistique du département des Vosges. C'est dans ce fascicule épais de petit format qu'il fait paraître maints résumés des évènements locaux ou nationaux de l’année écoulée, selon les consignes strictes du régime en place, il fait connaître les travaux du conseil général en accord avec l'autorité préfectorale, il fait éditer les listes des personnalités publiques ou de notables prenant des responsabilités, des électeurs aux responsables politiques ou d'administrations spécialisées ou décentralisées, sans oublier des monographies communales souvent exhaustives, des articles scientifiques, historiques, voire des biographies succinctes de personnalités locales qu'il rédige en tant que responsable de la statistique départementale. Il faut noter que cet annuaire départemental, demandé par l'état après les réformes des archives par le ministre de l'Instruction publique François Guizot et distribué gracieusement aux mairies des départements pendant des décennies, a été dans le cas des Vosges un outil de vulgarisation scientifique indéniable, au plan géographique, historique, archéologique, météorologique, géologique. Le plan des annuaires départementaux est d'ailleurs fixé par la circulaire ministérielle du 26 septembre 1844.
En dehors des inévitables listes techniques (élus, responsables divers d'administration ou d'institution, poste, ponts et chaussée, Eaux et forêts, armée, cadastre, perception, garde nationale, médecins, agents sanitaires, jurés, collège électoral… écoles, bibliothèques, cultes, association…) certains articles de statistiques descriptives des annuaires vosgiens comportent parfois d'inévitables bourdes ou erreurs, les plus surprenantes restant de grossières confusions géographiques ou toponymiques et les plus communes étant les conceptions erronées typiques des sciences vulgarisées de l'époque. Les premières errances s'expliquent facilement par un labeur statistique souvent rapide et solitaire de Charles Charton. Cette revue annuelle devenue Annuaire des Vosges est pérennisé par ses soins et ceux de son fils, sous le contrôle du préfet.
L'éducation est une préoccupation constante dans la carrière de Charles Charton, il siège dès 1835 au comité d'instruction primaire de l'arrondissement d’Épinal, longtemps en tant que secrétaire de séance. C'est pourquoi il n'hésite point à expliquer et à décrire les curiosités, tant humaines que naturelles, observables à l'échelle des communes ou contrées du département. L'art de la statistique appliquée aux Vosges nous paraît aujourd'hui un fourre-tout ou une auberge espagnole, mais elle permet un essor indéniable des sciences, de la cartographie à la géologie, de la description ethnologique ou sociologique aux savoirs et techniques pastorales et agricoles, sylvicoles ou viticoles. Les plus doués des jeunes membres de la société d'émulation sont ainsi formés, autant à l'agriculture et la gestion des prairies, qu'à la géologie et à la cartographie. Mieux, à l'image de Jacques-Eugène Defranoux déplacé quelques années à Lons-le-Saunier pour raisons professionnels et intégrant avec succès la société d'émulation du Jura, ce savoir concret s'exporte et en revient enrichi.
En 1845 et 1846, il publie à Nancy, en collaboration avec l’archiviste paléographe de la Meurthe Henri Lepage, un ouvrage important en deux volumes qui n'est que le prolongement sous l'angle archivistique et statistique et souvent la simple récapitulation de chapitres d'anciens annuaires, Le Département des Vosges : statistique historique et administrative.... Ce livre qui récapitule et actualise en grande partie plus de deux décennies de statistiques départementales, demeure son œuvre la plus connue. Elle est reprise, complétée ou corrigée, voire poursuivie par Léon Louis, avec l'archiviste du département Paul Chevreux et leurs collaborateurs dans le monumental Le Département des Vosges : description, histoire, statistique en sept volumes (1887-1889).
En 1849, son dévouement de fonctionnaire public pour parer l'épidémie de choléra lui vaut un retour en grâce. Il reçoit du ministère de l'agriculture et du commerce une médaille d'argent.
Membre majeur de la Société d’émulation des Vosges, récompensé par une médaille de vermeil pour l'ensemble de son œuvre, Charles Charton a publié de nombreux articles dans les Annales de ladite société. Son fils Charles Robert Alphonse Charton, avocat de profession, spinalien âgé de 47 ans lors de sa disparition à 76 ans le 10 mars à 4 heures du matin en son domicile 31 rue de la Fayencerie, y perpétue son action. Les membres de la société d'émulation du département des Vosges, se souviennent de l'ancien chef de division, comme un écrivain distingué et prolixe pendant sa retraite, et surtout parmi les plus assidus aux réunions de leur société savante, constamment actif malgré son grand âge jusqu'aux derniers mois de 1875, où il s'était éteint lentement pendant l'hiver
Si Charles Charton a légué à son fils un nom durablement célèbre dans les Vosges, il a aussi été un éditeur scientifique, faisant connaître divers contributeurs. Xavier Thiriat, auteur d'origine paysanne, de l'exceptionnelle livre La Vallée de Cleurie est l'un d'eux. Il doit au directeur de l'Annuaire des Vosges, Charles Charton sa première publication d'observateur météorologue. Ce jeune montagnard vosgien handicapé devenu par défaut d'autonomie lecteur invétéré dans la modeste bibliothèque-mairie de sa commune, puis écrivain autodidacte à Gérardmer, marqué tristement par l'exil lointain pour quelques frasques sexuelles, connaissait parfaitement sa vallée de Cleurie, couloir d'accès entre le val de Saint-Amé avant Remiremont et Gérardmer. Il y applique le plan descriptif et la méthode de la statistique, divulguée tacitement, faut-il le rappeler, par les écrits accessibles de Charles Charton.

## Publications

### Annuaire
- Annuaire statistique du département des Vosges publié, avec l'autorisation de M. le préfet de ce département, par M. Charles Charton, chef du secrétariat de la préfecture, 1827-1852,  (ISSN 2724-7996) [texte intégral (page consultée le 15 novembre 2022)], fait suite à Annuaire du département des Vosges

### Monographies et ouvrages de Charles Charton
- Revue pittoresque, historique et statistique des Vosges..., Ponton et fils, 1841, 88 p.Écrit avec E. Ravignat ill.. [lire en ligne]
- Le Département des Vosges : statistique historique et administrative, Peiffer, 1845Écrit avec Henri Lepage.
- Les Vosges pittoresques et historiques, Humbert, 1862, 404 p. [lire en ligne]
- Les Anciennes Guerres de Lorraine dans les Vosges, B. Mongel, 1863, 357 p. [lire en ligne]
- Épinal en 1774, 1863.
- La Lorraine sous le duc Léopold 1er, Veuve Gley, 1866, 348 p.
- Indiscrétion d'un curieux, 1869 (Ses remarques sur le temps vécu d'une vie administrative, à la fois personnelles et professionnelles)

### Articles notables
- Discours sur la délivrance de Bruyères en 1875, Annales de la Société d'Emulation des Vosges, année 1869.
- « Histoire de l’introduction de la pomme de terre dans les Vosges », dans Annales de la Société d’émulation des Vosges, vol. XIII, cahier 1, 28 p. [lire en ligne]